# パヤ
パヤ(Paya)は、伝統的なパキスタン料理である。
様々な祭の際に提供されたり、特別な客や同行者をもてなすために出される。Paayaという言葉は、ウルドゥ語で「脚」を意味する。
主な材料は、ウシ、ヤギ、バッファロー、ヒツジ等の脚肉で、様々なスパイス、ハーブとともに煮込む。

## 起源
パヤは、南アジア料理と中央アジア料理の融合に起源を持つ。中央アジアでは、ハシュまたはパチャと呼ばれる。そしてこの料理は、南アジアのイスラム教徒料理人によって、地元の食文化の中に取り入れられた。
その後、パヤは今日のパキスタン、バングラデシュに相当する全域で人気のある料理となった。南アジア以外のパキスタン料理店でも食べることができる。特にパキスタンのラホール、ペシャーワル、カラチでとても有名である。

## レシピ
この料理のレシピは地域毎に異なる。スープベースはソテーしたタマネギとニンニクで作られ、肉や骨、カレースパイスが加えられる。付け合わせとして、生のショウガのみじん切りや生のオオバコエンドロの葉等がレモンのスライスとともに添えられる。

## 作り方
ストーブの弱火の上で数時間（通常は一晩）じっくり調理されるが、最近では圧力鍋が使われることがほとんどである。
調理用の燃料として薪や石炭が用いられていた時代には、夜に調理を始め、翌朝までじっくり加熱を続けた。濃度はスープ程度で、冬季にナンとともに朝食として食べられた。

## 種類
この料理には多くのバリエーションがある。人気のあるものにはsiri payaがあり、siriは動物の頭を意味し、御馳走とみなされている。